# John Maclear
John Fiot Lee Pearse Maclear (Ciudad del Cabo, 27 de junio de 1838 – Niagara, 17 de julio de 1907) fue un marino británico. Almirante de la Marina Real, es conocido por sus trabajos en oceanografía y especialmente por su participación en la expedición del Challenger.

## Carrera naval
Maclear Ingresó en la Armada en septiembre de 1851 como cadete a bordo de la fragata Castor, entonces parte de la flota al mando del comodoro Christopher Wyvill, con base en Ciudad del Cabo. En este buque intervino durante la guerra de Kaffir en 1851. Posteriormente estuvo destinado como alférez de fragata del Algiers, sirvió en el Báltico y en el Mar Negro de 1854 a 1856, recibiendo las medallas del Báltico, de Turquía, y de Crimea, con el broche por Sebastopol. Superó el examen de teniente en julio de 1857, y sirvió a bordo del HMS Cyclops en el Mar Rojo durante el estallido de las revueltas de Yeda en 1858.
El 19 de mayo de 1859 fue promovido a teniente, y poco después fue asignado nombrado al navío Sphinx, en el que sirvió en la base de China hasta 1862, estando presente en varias situaciones comprometidas durante la segunda guerra china, y especialmente en Fuertes de Taku, por los que recibió un nuevo broche. En 1863 fue destinado al Excellent como teniente de artillería. En febrero de 1864, Maclear fue asignado al Princess Royal, buque insignia en la base de China. Regresó a Inglaterra, y en octubre de 1867, fue nombrado teniente primero de la fragata Octavia, buque insignia del comodoro Heath en las Indias Orientales. Por su participación en la expedición británica a Abisinia de 1867-1868, ganó una nueva medalla y el ascenso a comandante el 14 de agosto de 1868.
En 1872, Sir George Nares asignó la fragata Challenger, al mando de Maclear, para la realización de un viaje científico alrededor del mundo. Tras su regreso a Inglaterra en 1876, el 14 de agosto fue ascendido a capitán. En 1879  sucedió a Sir George Nares al mando del navío Alert hasta 1882, completando la exploración del estrecho de Magallanes. Desde 1883 hasta 1887 estuvo al mando del Flying Fish.
El 20 de junio de 1891 obtuvo la bandera naval, y dos meses más tarde se retiró. Fue promovido al grado de vicealmirante al retirarse en 1897, y a almirante en 1903.
Tras retirarse del servicio activo, Maclear intervino en la recopilación de varios volúmenes de las direcciones de navegación oficiales, especialmente en las dedicadas al Archipiélago Oriental (1890 y 1893), a las Costas del Oeste de América Central y de los Estados Unidos (1896), al Mar de  Bering y Alaska (1898), y al 'Piloto Ártico' (vol. ii. 1901 y vol. iii. 1905).
Fue miembro de la Real Sociedad Geográfica y de la Real Sociedad Meteorológica.

## Expedición del Challenger
En 1858 fue comandante del navío HMS Challenger durante el viaje de investigación científica alrededor del mundo de la Expedición Challenger (1872–1876), dirigida por Sir George Strong Nares. Esta expedición forma parte del origen de la oceanografía como disciplina científica. Numerosos elementos oceánicos han recibido topónimos relacionados con la expedición, como la Altiplanicie Challenger, cerca de Nueva Zelanda. 
Un roedor de gran tamaño descubierto en la isla de Navidad en el océano Índico, la rata de Maclear, recibió este nombre en su honor. Es también honrado con un nombre botánico, el de la Dicliptera maclearii, una planta en la familia Acanthaceae endémica de la Isla de Navidad.

## Familia
Maclear era el octavo hijo (segundo de los varones) de Thomas Maclear, Astrónomo de su Majestad en el Cabo de Buena Esperanza.
Se casó el 4 de junio de 1878 con Julia Herschel, sexta hija del astrónomo John Herschel. No tuvieron hijos.
Murió como consecuencia de un fallo cardíaco en un hotel en Niágara, el 17 de julio de 1907, siendo retornado su cadáver a Inglaterra donde está enterrado.

## Legado
La isla Maclear en Queensland, Australia, lleva este nombre en su memoria, al igual que el Monte Maclear (Latitud -20.317, Longitud 148.783) cerca de Proserpine, Queensland, Australia. La rata de Maclear también conmemora su nombre, al igual que la Dicliptera maclearii, una planta endémica de la isla de Navidad.